# Église Saint-Martin du Cainet
Pour les articles homonymes, voir Église Saint-Martin.
L'église Saint-Martin du Cainet est une église catholique située au Fresne-Camilly, en France.

## Localisation
L'église est située dans le département français du Calvados, à l'ouest du village du Cainet, sur le territoire de la commune du Fresne-Camilly.

## Historique
Le chœur est classé au titre des monuments historiques depuis le 8 août 1918.